# Aeropuerto Santiago Pérez Quiróz
Aeropuerto Santiago Pérez Quiróz är en flygplats i Colombia.   Den ligger i departementet Arauca, i den nordöstra delen av landet, 500 km nordost om huvudstaden Bogotá. Aeropuerto Santiago Pérez Quiróz ligger 127 meter över havet.
Terrängen runt Aeropuerto Santiago Pérez Quiróz är mycket platt. Runt Aeropuerto Santiago Pérez Quiróz är det glesbefolkat, med 11 invånare per kvadratkilometer. Närmaste större samhälle är Arauca, 3,0 km nordväst om Aeropuerto Santiago Pérez Quiróz. Omgivningarna runt Aeropuerto Santiago Pérez Quiróz är huvudsakligen savann.